# デイヴィッド・テッテフ
デイヴィッド・ブルース・テッテフ（ラテン文字:David Bruce Tetteh, 1985年8月10日 - ）は、ガーナ出身の元キルギス代表プロサッカー選手である。現役時代のポジションはMF(OH)、FW。
2006年にタジキスタンの レガール・タダズと契約した。2007年には隣国であるキルギスのFCドルドイ・ディナモ・ナルインへローン移籍を果たした。2008年にキルギス市民権を獲得し、5年後の2013年にキルギス代表としてデビューを果たした。

## 経歴
テッテフはAFCチャレンジカップ2014 (予選)でキルギス代表としてデビューし、キルギスで有名になった。
テッテフは、AFCチャレンジカップ2014 (予選)で出場した3試合全ての決勝点を挙げ、キルギス代表のAFCチャレンジカップ予選突破の原動力となった。
キルギス代表監督のセルゲイ・デヴォリャンコフはテッテフを賞賛し、試合後「テッテフのキルギス市民権獲得キャンペーンに関与した全ての人々」に感謝の意を述べた。

## 獲得タイトル
- レガール・タダズ

タジク・リーグ :2006
タジク・カップ :2006
- FCドルドイ・ディナモ・ナルイン

キルギス・リーグ (6):2007,2008,2009,2011,2012,2014
キルギス・カップ (4):2008,2010,2012,2014
AFCプレジデンツカップ :2007
キルギス・スーパーカップ (4):2011,2012,2013,2014
- 個人タイトル

キルギス・リーグ得点王 :2008

## 代表得点
| #  | 開催年月日    | 開催地                             | 対戦国       | 勝敗 | 試合概要                       |
| -- | ------------- | ---------------------------------- | ------------ | ---- | ------------------------------ |
| 1. | 2013年3月17日 | スパルタク・スタジアム, ビシュケク | マカオ       | ○1-0 | AFCチャレンジカップ2014 (予選) |
| 2. | 2013年3月19日 | スパルタク・スタジアム, ビシュケク | パキスタン   | ○1-0 | AFCチャレンジカップ2014 (予選) |
| 3. | 2013年3月21日 | スパルタク・スタジアム, ビシュケク | タジキスタン | ○1-0 | AFCチャレンジカップ2014 (予選) |